# 위안융이
원영의(중국어 정체자: 袁詠儀, 병음: Yuán Yǒngyí, 한자음: 원영의, 광둥어: Jyun4 Wing6 Ji4 윈윙이, 영어: Anita Yuen 애니타 위안[*], 1971년 9월 4일 ~ )는 홍콩의 영화배우 겸 텔레비전 연기자이며 음반을 발표한 바 있는 가수이기도 하다.

## 생애
홍콩에서 출생하였으며 지난날 한때 중화인민공화국 광둥성 둥관에서 잠시 유아기를 보낸 적이 있다. 1990년 미스 홍콩 선발대회에서 첫 데뷔하였으며 1991년 텔레비전 드라마에서 연기자로 데뷔하였고 1992년 영화 《아비여아기(亞飛與亞基)》로 영화배우 데뷔하였다. 1998년에는 가수로도 데뷔한 바 있다. 배우자는 홍콩 가수 겸 영화배우 장지림(張智霖)이다.

## 출연작

### 영화
- 썬더볼트
- 금지옥엽

### 드라마
- 황제의 여인 (절강위성)